# Мачабели
Мачабе́ли (груз. მაჩაბელი; Мачабеловы) — российско-грузинский княжеский род, происходящий от Алхаза Мачабели (середина XVII века) и показанный в Высочайше утверждённом 1850 году посемейном списке княжеским родам Грузии.

## Происхождение
До настоящего времени единого мнения о происхождении рода князей Мачабели не сложилось. Согласно традиции, Мачабели происходят от абхазской феодальной фамилии Анчабадзе (Ачба). Однако по сведениям крупного грузинского историка XVIII века царевича Вахушти, Мачабели — фамилия новая.
Позже, уже при российской власти, князья Мачабели, претендуя на Лиахвское ущелье, обосновывали эти претензии тем, что их предки были родом оттуда. Версия абхазского происхождения Мачабели долгое время доминировала в грузинской науке, но в 1976 году появилась версия, что Мачабели — ответвление рода Тавхелисдзе. Авторы основывались на толковании надписи на колокольне Тирского Богородичного мужского монастыря: «Тавхелисдзе Сиуша и Рати, и Асата, и Хелу, и Мачабели и родителей их, да благословит Бог!».
Род Мачабели впервые упоминается в связи с борьбой против вторгшегося в Закавказье Тамерлана (начало XV века). Однако единственный источник, сообщающий об этом (так называемый Мачабелевский список «Картлис Цховреба»), датируется 1736 годом.
В других исторических хрониках представители рода Мачабели стали упоминаться только с XVII века. Вероятно к рубежу XVI—XVII веков относится появление Мачабели в селении Ачабети и становление их феодального владения в среднем течении реки Большая Лиахви. Века спустя это дало повод президенту Грузии Звиаду Гамсахурдия ввести для территории бывшей Юго-Осетинской автономной области искусственное, созданное в 1980-х гг. название Самачабло.
Позже князья Мачабели владели в других районах Восточной Грузии значительными земельными наделами и крепостными (в частности, им принадлежало село Диди Лило современный  Гардабанский муниципалитет, с проживавшими там Джугашвили).

## Представители
- Мачабели, Георгий Васильевич — бывший посол Российской империи в Италии, муж Марии Карми, сооснователь парфюмерной компании англ. Prince Matchabelli‎.
- Мачабели, Георгий Михайлович (1862-?) Князь, Полковник, участник Первой мировой войны, временно командовал — Эриванским 13-м гренадерским полком.
- Мачабели, Давид Егорович — генерал-майор, герой русско-турецкой войны 1768—1774 годов.кавалер ордена Святого Георгия IV степени (26 ноября 1773).
- Мачабели, Иван Георгиевич (1854—1898) — грузинский публицист и переводчик.
- Мачабели, Иван Егорович — поручик, кавалер ордена Святого Георгия IV степени (19 мая 1854).
- Мачабели, Элизар Ильич — командир Мингрельского гренадерского полка (временно).